# Kleinova–Gordonova rovnice
Kleinova–Gordonova rovnice je pohybová rovnice v jedné z relativistických formulací kvantové mechaniky. Je pojmenována po Oskaru Kleinovi a Walteru Gordonovi, nezávisle na nich ji ale odvodil také Vladimir Alexandrovič Fok. Popisuje chování částic s nulovým spinem (tzv. skalární mezony). Jde o parciální diferenciální rovnici druhého řádu.
{\displaystyle \left(\square -{m^{2}c^{2} \over \hbar ^{2}}\right)\psi =0}
Zde {\displaystyle m} je klidová hmotnost částice, {\displaystyle c} je rychlost světla ve vakuu, {\displaystyle \hbar } je redukovaná Planckova konstanta, {\displaystyle \psi } je vlnová funkce a {\displaystyle \square } je d'Alembertův operátor obsahující druhé parciální derivace podle času a kartézských souřadnic polohy.
{\displaystyle \square =\Delta -{1 \over c^{2}}{\partial ^{2} \over \partial t^{2}}={\partial ^{2} \over \partial x^{2}}+{\partial ^{2} \over \partial y^{2}}+{\partial ^{2} \over \partial z^{2}}-{1 \over c^{2}}{\partial ^{2} \over \partial t^{2}}}
({\displaystyle \Delta =\nabla \cdot \nabla } je Laplaceův operátor, {\displaystyle \nabla } je operátor nabla, tečka značí skalární součin.)

## Motivace
Důvodem k náhradě Schrödingerovy rovnice jinou pohybovou rovnicí je fakt, že nezohledňuje speciální teorii relativity. Proto nemůže být správná v situacích, kdy rychlosti částic jsou řádově srovnatelné s rychlostí světla ve vakuu. Vztah pro Hamiltonián
{\displaystyle {\hat {H}}={\hat {T}}+{\hat {V}}={{\hat {\mathbf {p} }}^{2} \over 2m}+V}
vychází z newtonovského výrazu pro kinetickou energii {\displaystyle T=m\mathbf {v} ^{2}/2=\mathbf {p} ^{2}/\left(2m\right)}, který při velkých rychlostech neplatí. Navíc Schrödingerova rovnice obsahuje první parciální derivaci vlnové funkce podle času a druhé derivace podle prostorových souřadnic, takže není invariantní vůči Lorentzovým transformacím.

## Odvození
Energie ve speciální relativitě je dána velikostí čtyřvektoru energie-hybnosti. Druhá mocnina jeho velikosti je
{\displaystyle E^{2}=c^{2}\mathbf {p} ^{2}+m^{2}c^{4}\,,}
kde {\displaystyle m} je klidová hmotnost částice, {\displaystyle \mathbf {p} } je vektor hybnosti a {\displaystyle c} je rychlost světla ve vakuu. Kleinovu–Gordonovu rovnici dostaneme dosazením kvantových operátorů pro energii a hybnost do tohoto vztahu.
{\displaystyle {\hat {E}}=i\hbar {\partial  \over \partial t}}
{\displaystyle {\hat {p}}=-i\hbar \nabla }
(Konstanta {\displaystyle i} je imaginární jednotka.) Rovnost operátorů chápeme ve smyslu stejného působení na vlnovou funkci a dostáváme:
{\displaystyle -\hbar ^{2}{\partial ^{2}\psi  \over \partial t^{2}}=-\hbar ^{2}c^{2}\Delta \psi +m^{2}c^{4}\psi \,.}
Rovnici vydělíme {\displaystyle \hbar ^{2}c^{2}}, odečteme pravou stranu a získáme
{\displaystyle \Delta \psi -{1 \over c^{2}}{\partial ^{2}\psi  \over \partial t^{2}}-{m^{2}c^{2} \over \hbar ^{2}}\psi =0\,,}
kde je na levé straně již vidět působení operátoru {\displaystyle \square } na vlnovou funkci. Obdrželi jsme tedy Kleinovu–Gordonovu rovnici.
Při přechodu do jiné inerciální vztažné soustavy, čili pri Lorentzových transformacích, se d'Alembertův operátor chová jako skalár, tedy právě jako konstanta {\displaystyle \left(mc/\hbar \right)^{2}}, kde {\displaystyle m} je klidová hmotnost. Rovnice je tedy v souladu se speciální teorií relativity a z tohoto hlediska správně popisuje chování vlnové funkce.
V jednorozměrném případě stačí vzít v úvahu pouze x-ovou část vektoru hybnosti. Příslušný operátor je {\displaystyle {\hat {p_{x}}}=-i\hbar \left(\partial /\partial x\right)} a Kleinova–Gordonova rovnice přejde na tvar
{\displaystyle {\partial ^{2}\psi  \over \partial x^{2}}-{1 \over c^{2}}{\partial ^{2}\psi  \over \partial t^{2}}={m^{2}c^{2} \over \hbar ^{2}}\psi \,.}

## Problémy
Kleinova–Gordonova rovnice je rovnicí druhého řádu v čase. To znamená, že pro její řešení je nutné jako počáteční podmínku zadat nejen vlnovou funkci {\displaystyle \psi \left(\mathbf {r} ,t\right)} v okamžiku {\displaystyle t=t_{0}}, ale zároveň i její derivaci {\displaystyle \partial \psi /\partial t}. V důsledku z toho také plyne, že veličina
{\displaystyle \rho ={i\hbar  \over 2mc^{2}}\left(\psi ^{*}{\partial \psi  \over \partial t}-\psi {\partial \psi ^{*} \over \partial t}\right)\,,}
která by měla odpovídat hustotě pravděpodobnosti, může nabývat i záporných hodnot. To vedlo Paula Diraca ke hledání lepší pohybové rovnice, které dnes říkáme Diracova rovnice. Při jejím odvození předpověděl Dirac existenci antihmoty a také zcela novou fyzikální veličinu (spin), která nemá v klasické fyzice analogii. Bez těchto úvah nelze problémy Kleinovy–Gordonovy rovnice korektně vyřešit, takže popisuje správně pouze částice s nulovým spinem.